# Postigo do Conde de Linhares
O Postigo do Conde de Linhares foi uma antiga porta da cidade de Lisboa, inserida na cerca moura da cidade.
Distava pouco do Arco de Jesus, e era a porta principal do Palácio dos Condes de Linhares, o qual formava uma rua coberta que ia dar a São João da Praça. Em 1762 encontrava-se no lugar da porta principal do Palácio do Conde de Coculim, para a banda do mar.